# Jean-Marie Dorsenne
Jean-Marie-Pierre-François Doursenne, llamado Dorsenne, Conde de Lepaige (30 de abril de 1773 - 24 de julio de 1812) fue un oficial militar francés que participó en las Guerras Revolucionarias Francesas y las Guerras Napoleónicas. Llegó a ser comandante superior de la Guardia Imperial.

## Carrera temprana y participación en las guerras revolucionarias
La carrera militar de Dorsenne comenzó en 1791, cuando se unió al ejército como voluntario. Ascendió rápidamente en las filas del Armée du Nord y se convirtió en capitán, uniéndose posteriormente al Armée du Rhin y al Armée d’Italie. Combatió con el Ejército de Italia la batalla de Valvasone (16 de marzo de 1797). Su heroica conducta le destacó ante su comandante en jefe, el general Napoleón Bonaparte, quien lo ascendió al rango de chef de bataillon (comandante del batallón). Bonaparte luego empleó los servicios de Dorsenne para la campaña de Egipto, donde mostró su valentía habitual y en la que recibió varias heridas de batalla.

## Guerras napoleónicas

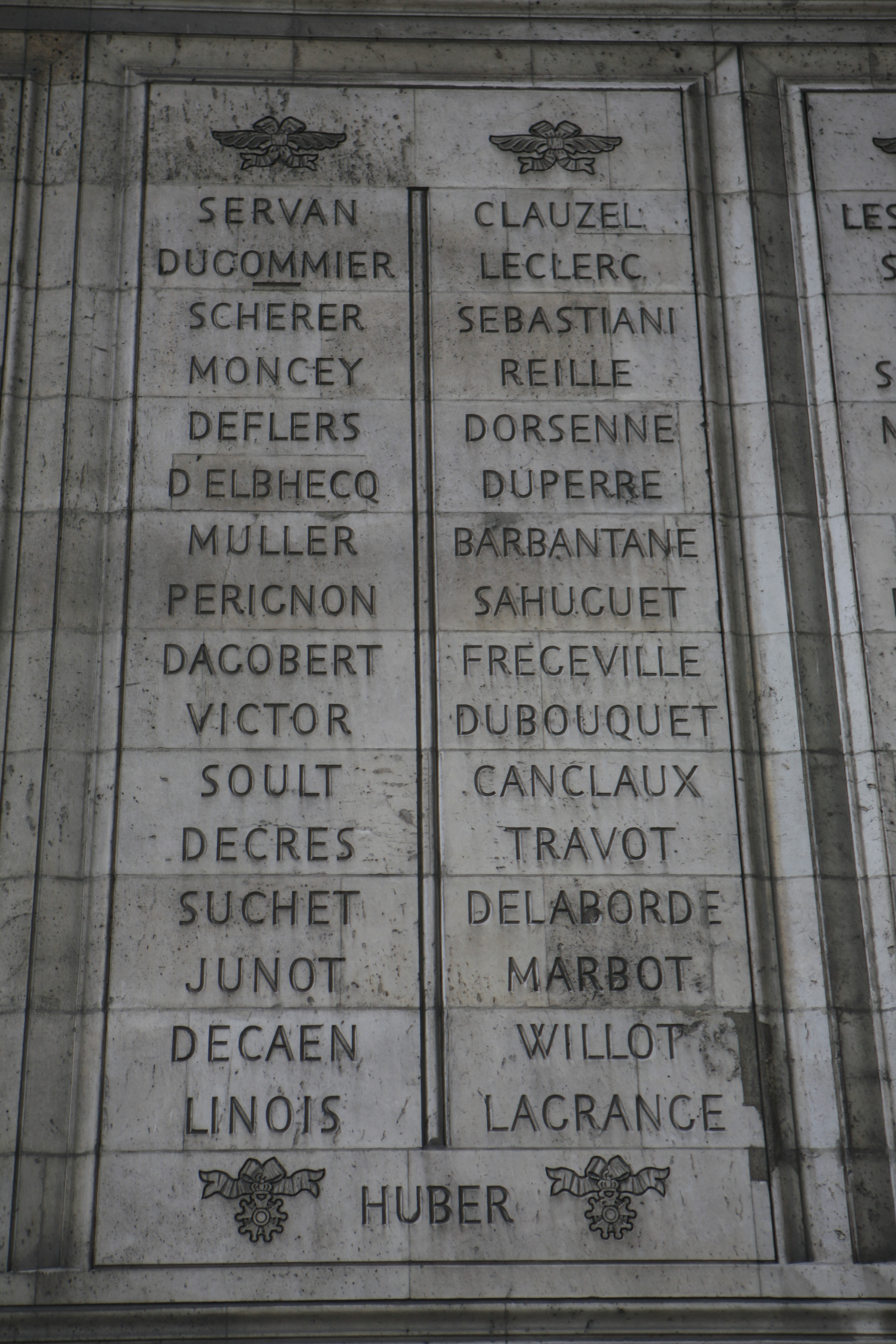
El nombre de Dorsenne está inscrito en el Arco del Triunfo (quinto desde arriba a la derecha).

En 1805, después de que el emperador Napoleón creara la Guardia Imperial, Dorsenne fue admitido en esta unidad de élite como mayor y mostró una valentía notable en la batalla de Austerlitz, que le valdría el rango de coronel, el 18 de diciembre de 1805. Sólo una semana después, fue ascendido nuevamente al rango de general de brigada.  A finales de 1806, Dorsenne había tomado el mando de los prestigiosos Granaderos de Infantería de la Guardia Imperial, que pronto tuvo que dirigir en combate en la sangrienta batalla de Eylau. Dorsenne, un oficial impecable, fue nombrado Conde de Lepaige en 1808. Su elegancia y físico robusto le valieron el apodo de "le beau Dorsenne" (el guapo Dorsenne). Después de servir brevemente en España, cuando estalló la Guerra de la Quinta Coalición, Napoleón lo llamó de nuevo a la recién creada Armée d'Allemagne y le dio el mando de la División de Infantería de la Vieja Guardia. Después de luchar en la batalla de Ratisbona, Dorsenne perdió dos caballos bajo su mando en la batalla de Aspern-Essling y posteriormente recibió una herida grave en la cabeza por una bala de cañón mientras él y sus hombres cubrían valientemente la retirada. Fue ascendido a general de división poco después de la batalla y, tras estar presente en la gran batalla de Wagram, fue enviado nuevamente a España. Allí fue nombrado gobernador de Burgos y luego de Castilla la Vieja, donde tuvo que enfrentarse a partidas de guerrilleros que amenazaban las comunicaciones de Madrid con Francia.
El 25 de julio de 1811, Napoleón llamó al mariscal Jean-Baptiste Bessières como comandante del Armée du Nord debido a sus informes negativos sobre la situación. Dorsenne fue el sustituto de Bessières. Paul Thiébault escribió más tarde que Dorsenne era un "imbécil engreído", pero en opinión de Charles Oman su conducta no coincide con las acusaciones de su subordinado celoso. En particular, Dorsenne tuvo el acierto de cooperar con otros comandantes franceses, algo inusual entre los generales franceses de la península.
Sin embargo, a principios de 1812 Dorsenne comenzó a sufrir violentos dolores de cabeza, efecto de la grave herida que había recibido en Essling. Se vio obligado a regresar a Francia, donde se sometió a una trepanación. El general Dorsenne, conde de Lepaige, murió poco después de la operación. Su nombre está inscrito bajo el Arco del Triunfo de París.